# Yllenus kulczynskii
Yllenus kulczynskii là một loài nhện trong họ Salticidae.
Loài này thuộc chi Yllenus. Yllenus kulczynskii được Punda miêu tả năm 1975.